# Burghers

Percentages Burghers per district in Sri Lanka. Cijfers zijn uit 2001 of 1981 (cursief)

De Burghers zijn een gemengd Europees-Aziatische bevolkingsgroep uit Sri Lanka. 

## Geschiedenis
Zij zijn de nakomelingen van de Portugese, Nederlandse en Britse kolonisten van de zestiende tot de zeventiende eeuw, die zich met de lokale bevolking (Singalezen en Tamils) hebben vermengd. Zij hebben Nederlandse, Portugese of Engelse familienamen.
Wegens de diversiteit van hun voorouders, is hun fysionomie niet homogeen. Er komen zowel blanke Burghers als erg Aziatisch aandoende Burghers voor. Veel Burghers zijn ook in Malakka terechtgekomen om daar voor de Britten te werken nadat de Nederlanders vertrokken waren uit Malakka.

## Demografie en verspreiding
Bij de volkstelling van 1982 telde Sri Lanka 39.374 Burghers. Ook in andere landen van het Britse Gemenebest zijn na de onafhankelijkheid van Sri Lanka Burghers gaan wonen, voornamelijk in Australië. Het totale aantal wordt op een kleine 100.000 geschat.

## Taal en religie
De meeste Burghers spreken tegenwoordig Engels, maar een kleine minderheid spreekt nog het creoolse Sri Lankaans Indo-Portugees. Vroeger werd door een deel ook Nederlands, Ceylons-Nederlands, Portugees, Singalees en Tamil gesproken.
De meesten van hen zijn christenen, hetzij katholiek (voornamelijk de afstammelingen van Portugezen) dan wel protestants.

## Bekende Burghers
Bekende Burghers zijn de sopraan Danielle de Niese (1979), patriot Quint Ondaatje (1758 – 1818) en Michael Ondaatje (1943, schrijver van The English Patient).